# Алена Попшанка
Алена Попшанка (фр. Alena Popchanka, 28 липня 1979) — французька плавчиня.
Учасниця Олімпійських Ігор 1996, 2000, 2004, 2008 років.
Чемпіонка світу з водних видів спорту 2003 року, призерка 2007 року.
Чемпіонка Європи з водних видів спорту 2008 року, призерка 2002, 2006 років.
Чемпіонка Європи з плавання на короткій воді 2002, 2006 років, призерка 2003, 2005, 2007 років.